# Rábakecöl
Rábakecöl é um município da Hungria, situado no condado de Győr-Moson-Sopron. Tem 23,03 km² de área e sua população em 2015 foi estimada em 649 habitantes.